# Križ Gornji
Križ Gornji is een plaats in de gemeente Zrinski Topolovac in de Kroatische provincie Bjelovar-Bilogora. De plaats telt 167 inwoners (2001).